# Арий
А́рий (греч. Ἄρειος; 250-е, Киренаика — 336[…], Константинополь[…]) — ливийский пресвитер и аскет, священник в Баукалисе в Александрии, Египет. Один из ранних ересиархов, основоположник и эпоним арианства. Его учение о природе Божества в христианстве, в котором подчёркивается единство Бога Отца и подчинение Христа Отцу, и его противодействие тому, что станет доминирующей христологией, христологией омиусианства, сделали его главной темой Первого Никейского Собора, созванного императором Константином Великим в 325 году.
После того, как императоры Лициний и Константин узаконили и формализовали христианство того времени в Римской империи, Константин стремился объединить недавно признанную церковь и устранить богословские разногласия. Христианская церковь разделилась из-за разногласий по поводу христологии, или природы отношений между Христом и Богом Отцом. Христиане-омиусианцы (то есть «единосущники», от греч. ὁμοούσιος «единосущный»), в том числе Афанасий Александрийский, использовали Ария и арианство в качестве эпитетов для описания тех, кто не согласен с их позицией равноправного тринитаризма, христологии омиусиан, представляющей Бога Отца и Иисуса Христа-Сына как вечную «единую сущность» («единосущную»).
Несмотря на организованное противодействие, арианские христианские церкви сохранялись по всей Европе, на Ближнем Востоке и в Северной Африке, особенно в различных германских королевствах, до тех пор, пока они не были подавлены военным вмешательством или добровольным обращением в католичество между пятым и седьмым веками.
Отношения Сына с Отцом обсуждались и уточнялись за десятилетия до пришествия Ария; Арий усилил полемику и довёл её до общецерковной аудитории, где другие, такие как Евсевий Никомидийский, в конечном итоге оказались гораздо более влиятельными. Фактически, некоторые более поздние ариане отказались от этого имени, заявив, что не были знакомы с этим человеком или его конкретными учениями. Однако, поскольку конфликт между Арием и его противниками выдвинул этот вопрос на передний план, провозглашённая, хотя и не созданная, им доктрина обычно обозначается его именем.

## Жизнь
Сведения о происхождении и образовании Ария очень скудны. Родом из Ливии. Этническое происхождение — бербер. Воспитание получил под руководством Лукиана Антиохийского.
До 311 года он прибыл в Александрию и был принят в клир. Был рукоположён в диакона архиепископом Петром Александрийским и им же был отлучён за приверженность мелитианству. Очевидно, после мученической смерти Петра Александрийского, казнённого в период гонений на христиан (в 310 году), Арий раскаялся, поскольку архиепископ Ахилла рукоположил его во пресвитера Александрийской Церкви. Более того, Арий даже считался кандидатом в преемники Ахилла. Когда после смерти последнего епископская кафедра вновь освободилась, соперником Ария в борьбе за неё стал Александр. Голоса избирателей разделились между ним и Арием практически поровну. Согласно историку-арианину IV—V вв. Филосторгию, Арий отказался от поданных за себя голосов в пользу Александра — в дальнейшем ариане объясняли это событие благородством его души. Православные же историки Феодорит Кирский и Епифаний Кипрский предполагали, что он проиграл выборы.
Занимая пост пресвитера одной из церквей Александрии, Арий имел возможность длительное время излагать своё учение. Время появления арианства точно не известно, и по этому поводу существует несколько мнений. Широкую известность оно получило после того, как Арий вступил в спор с епископом Александром, употребившим в публичном обсуждении выражение «Бог есть Троица во Единице и Единица во Троице». Против Ария, усмотревшего в этом выражении савеллианство, вначале выступил александрийский архипресвитер Коллуф, затем Арий проиграл в публичном диспуте, после чего Александр отлучил его от церкви. Однако Александр не был сильным богословом. Поэтому, по мнению религиоведа А. В. Карташёва, с первых же дней спора Ария с Александром «за спиной последнего встал и укрепил его» Афанасий Александрийский, получивший впоследствии прозвание «Великий», бывший в то время диаконом.
Отлучение не остановило распространение учения Ария. Вместе с ним от церкви отпало значительное количество простых прихожан, до трети пресвитеров и несколько епископов. Арий был кумиром прихожан, особенно женщин (диаконис и девственниц) — поэтому к нему присоединилось 700 девственниц, 12 диаконов, 7 пресвитеров и 2 епископа (Феона Мармарикский и Секунд Птолемаидский), что составило около 1/3 всего клира города Александрии. Недовольный мягкостью проводимой Александром против ариан линии, Коллуф обвинил последнего в потворстве еретикам, объявил себя епископом и сам, не будучи хиротонисан, стал самовольно рукополагать пресвитеров. В ответ на это Александр стал действовать решительнее, в 320 или 321 году собрал в Александрии собор, на котором Арий был снова отлучён.
Отправившийся в Палестину Арий нашёл там не только поддержку в лице Евсевия Кесарийского, Аэция Лиддского и Павлина Тирского, но и нового противника в лице Макария, епископа Иерусалимского. Написанное около 320 года письмо Ария с обращением за поддержкой к «солукианисту» Евсевию Никомедийскому с тем, чтобы тот примирил его с епископом Александром, выявляет произошедший к тому времени раскол в Церкви Палестины на «православный» юг (Иерусалим и Газа) и арианский север. Ходатайство Евсевия оказалось неудачным. По мнению В. В. Болотова, это было связано с тем, что ставшая в то время столицей Римской империи Никомедия претендовала на первенство на Востоке, и тон послания Евсевия предполагал право столичного епископа на вмешательство в египетские дела. Арий после этого стал активнее пропагандировать своё учение, прибегнув, как утверждает Филосторгий, даже к сочинению песен для матросов и мельников. Со своей стороны, Александр также стал рассылать послания епископам других Церквей, объясняя причины отлучения Ария.
В таком состоянии, когда стало ясно, кто из епископов поддерживает какую сторону, о конфликте стало известно императору Константину. Первая его реакция, обусловленная политическими причинами — необходимостью сохранения церковного единства, поддержанием политической стабильности в Египте, — была благоприятна арианам. Существенное влияние, помимо Евсевия Никомедийского, чья близость Лицинию его несколько дискредитировала, оказывал епископ Евсевий Кесарийский, также не считавший взгляды Ария опасными. Император решил взять на себя роль посредника, обратившись с посланием к Арию и Александру. В нём он предлагал оставить этот спор. Подателем этого письма император избрал епископа Осия Кордубского, который, прибыв в Александрию, понял, что вопрос на самом деле требует серьёзного подхода к его решению. Поскольку к тому времени требовал решения также вопрос об исчислении пасхалий, было принято решение о проведении Вселенского Собора.
Вероятно также, на основании открытых в 1905 году документальных свидетельств, что несколько ранее собора в Никее состоялся собор в Антиохии, на котором Арий, его учение и его наиболее упорные сторонники — Феодот Лаодикийский, Наркисс Нерониадский и Евсевий Кесарийский — были осуждены.
После Никейского собора Арий был сослан в Иллирию с запретом возвращаться в Египет. Однако вскоре императором Константином он был возвращён из ссылки. Сам Константин перед смертью в 337 году принял крещение от тайного епископа-арианина Евсевия Никомедийского.

## Учение
Сочинения Ария были уничтожены и дошли до нас во фрагментах. Его «Θάλια» («Пир») представляет собой защиту его учения в полу-поэтической, полу-прозаической форме; за исключением нескольких фрагментов в творениях Афанасия Великого, оно не дошло до нас. Сохранились письма Ария к Евсевию Никомедийскому и Александру Александрийскому († 17 апреля 326). Главными источниками сведений о нём служат, кроме фрагментов его собственных сочинений, творения Афанасия, 68 и 69 главы сочинения Епифания о ересях, церковные истории Сократа, Созомена, Феодорита и Филосторгия.
Арианство расходилось с другими течениями христианства того времени в интерпретации природы Христа: Арий утверждал, что Христос сотворён Богом, и следовательно, во-первых, имеет начало своего бытия — при этом он цитировал слова из книги Притчей (8:22): Господь созда Мя в начало путей своих (в смысле творения Сына Божия самим Богом), и, во-вторых, не равен ему: в арианстве Христос не единосущен Богу (греч. ὁμοούσιος, в русскоязычной литературе — омоусия), как утверждали оппоненты Ария александрийские епископы Александр и затем Афанасий, а лишь подобосущен ему (греч. ὅμοιος, омиусия).
B письме к Евсевию Никомидийскому Арий описал свою доктрину, так решая парадокс о двойственности Христа и Бога Отца (Иеговы) в христианстве: 

Так как мы говорим, что Сын не есть ни Нерождённый, ни часть Нерождённого (ни в каком случае), ни взят от Лица предсуществовавшего, но что Он начал быть прежде времён и веков, по воле и намерению Отца, как Бог Совершенный, как Единственный, Непреложный; что Он не существовал раньше того, как был рождён, или сотворён, или основан, ибо Он не был Нерождённым, — вот за что нас преследуют". — http://www.erlib.com/Антон_Карташёв/Вселенские_Соборы/2/
Сократ Схоластик пишет, что причиной утверждения Арием подобосущности Бога-Отца и Бога-Сына явился его спор с епископом Александром, утверждавшим, что «Святая Троица есть в Троице единица». Арий воспринял это утверждение как попытку распространения епископом монархианского учения Савеллия Ливийского о Троице как о последовательных модусах единичного бога.

## Арианство после Ария

### Сразу после смерти Ария
Историки сообщают, что Константин, который не крестился большую часть своей жизни, был крещен на смертном одре арианским епископом Евсевием Никомидийским.
Констанций II, сменивший Константина, сочувствовал арианам. При нем арианство достигло своего апогея на Третьем соборе в Сирмиуме в 357 году. Седьмое арианское исповедание (второе исповедание в Сирмиуме) постановило, что и термин homoousios (одной сущности), и homoiousios (подобной сущности) являются небиблейскими и что Отец больше чем Сын (Это признание позже было названо Богохульством Сирмиума).

Но поскольку многих людей беспокоят вопросы, касающиеся того, что в латинском языке называется «сущность», а в греческом — «усиа», то есть для более точного понимания, что есть «единосущность», или то, что называется «подобным по существу», вообще не должно быть ни упоминания ни о каком из них, ни изложения их в Церкви по той причине и по тому соображению, что в Священном Писании ничего не написано о них и что они выше человеческого знания и выше человеческого понимания.
— 
После неудачной попытки Юлиана Отступника восстановить язычество в империи император Валент — сам арианин — возобновил гонения на никейских епископов. Однако преемник Валента Феодосий I окончательно покончил с арианством среди элиты Восточной Римской империи посредством сочетания императорского указа, преследований и созыва Второго Вселенского Собора в 381 году, который вновь осудил Ария, вновь подтвердив и расширив Никейский символ веры. Это в целом положило конец влиянию арианства среди негерманских народов Римской империи.

### Арианство на Западе
В Западной Римской империи дела обстояли иначе. Во время правления Констанция II новообращенный арианин-гот Ульфила был рукоположён Евсевием Никомидийским в сан епископа и послан миссионером своего народа. Его успех обеспечил выживание арианства среди готов и вандалов до начала восьмого века, когда эти царства уступили своим никейским соседям или приняли никейское христианство. Ариане также продолжали существовать в Северной Африке, Испании и некоторых частях Италии, пока их окончательно не подавили в шестом и седьмом веках.
В XII веке бенедиктинский аббат Пётр Досточтимый описал исламского пророка Мухаммеда как «преемника Ария и предшественника антихриста». Во время протестантской Реформации польскую секту, известную как польские братья, часто называли арианами из-за их антитринитарной доктрины.

### Арианство сегодня
Сегодня существует несколько современных христианских и постхристианских деноминаций, которые придерживаются идей арианства.
Свидетели Иеговы часто называются «современными арианами» или иногда «полуарианцами», обычно своими противниками. Хотя есть некоторые существенные сходства в теологии и доктрине, Свидетели отличаются от ариан тем, что говорят, что Сын может полностью познать Отца (что отрицал сам Арий), и своим отрицанием личности Святого Духа. Арий считал Святого Духа личностью или высокопоставленным ангелом, имеющим начало как творение, тогда как Свидетели считают Святой Дух «действующей силой» Бога или божественной «энергией», не имеющей начала. Первоначальные ариане также обычно молились непосредственно Иисусу, тогда как Свидетели молятся Богу через Иисуса как посредника.
Члены Церкви Иисуса Христа Святых последних дней (Церковь СПД) иногда обвиняются их недоброжелателями в том, что они являются арианами. Однако христология Святых последних дней отличается в нескольких важных аспектах от арианской теологии.
Под влиянием арианских идей находятся некоторые христиане в движении унитариев-универсалистов. Современные христиане унитарии-универсалисты часто являются арианами или социнианами в своей христологии, либо видят в Иисусе отличительную моральную фигуру, но не равную Богу-Отцу и не вечную, либо следуют логике всеобщего спасения Оригена и, таким образом, косвенно подтверждают догмат о Троице, но утверждают, что все уже спасены.